# Дві умови П. Лапласа
Дві умови П. Лапласа — це дві вимоги, які необхідно задовольнити виконуючи вирівнювання результатів вимірювань.

## Короткий історичний огляд
У 1755 р. хорватський астроном і математик Руджер Йосип Бошкович запропонував нове правило для розв'язання лінійних рівнянь для випадку, коли число рівнянь перевищує число невідомих, сутність якого полягає в тому, що сума абсолютних різниць спостережених і обчислених величин повинна бути мінімальною. У 1770 році метод Бошковича був викладений в французькому перекладі його звіту про градусне вимірювання в Кірхенштаті під назвою «Астрономічна і географічна подорож в Кірхенштат». В кінці книги наведені приклади використання цього методу, які відносяться до 14 дуг градусного вимірювання і до виконаних у тому ж році Бошковичем обчислення елементів кометних орбіт. Через 19 років, в 1789 році в мемуарах Французької академії наук з'явилась стаття Лапласа, в якій він, наводячи метод Бошковича і вважаючи його недостатнім для одержання однозначного розв'язку, ставить нову умову: алгебраїчна сума похибок повинна дорівнювати нулю. Через 10 років, у 1799 році, Лаплас в дослідженні «Traite de mecanigue ce’leste» більш повно сформулював дві умови:
- алгебраїчна сума похибок повинна дорівнювати нулю;
- сума абсолютних величин похибок повинна бути мінімальною. [1]

## Особливості опрацювання результатів вимірювань

### Особливість традиційних методів
У традиційних методах вирівнювання вимірів, спочатку в  сукупностях вимірів визначаються середні значення вимірів. Якщо залишити середні значення без виправлень, то не буде однозначних рішень, оскільки з'являються нев'язки вимірів. Щоб цього не сталося в середні значення вимірів вводять поправки, за якими й оцінюють точність вимірювань. Оцінку точності визначення функцій середніх значень вимірів виконують за правилом Гауса. 

### Особливість нових методів
У новому методі вирівнювання вимірів, який наводить теорія оцінки точності вимірювань поправки вводять не в середні значення вимірів, а безпосередньо в окремі виміри.   При цьому задовольняються дві умови Лапласа, в результаті отримують вирівняні сукупності вимірів, в яких і визначають середні значення. Оцінку точності в цьому разі виконують за законом додавання дисперсій.
Якщо вирівнюють окремо кутові або метричні сукупності вимірів, що зв'язані між собою функціонально, то в результаті опрацювання вимірів одержують відповідно систему K, систему M сукупностей вимірів, які ще називаються колом K, колом M вимірів. Метод дозволяє за двома умовами Лапласа вирівнювати і сукупності вимірів будь-яких величин, що не мають функціонального зв'язку. В цьому разі сукупності вимірів приводяться до системи L сукупностей вимірів (кола L вимірів). 

### Виявлення грубих похибок вимірювань
Дослідження методу найменших модулів Лапласа показали, що при наявності тільки випадкових похибок по точності результатів він мало поступається методу найменших квадратів Гауса, але значно перевершує його властивістю стійкості до впливу грубих похибок. При опрацюванні багаторазових незалежних вимірювань однієї величини практично безпомилково виявляється і виключається вимір, що має грубу похибку. В складних геодезичних і фотограмметричних мережах досягається локалізація і виявлення вимірювань з грубими похибками.
Ефективність методу найменших модулів залежить від багатьох факторів, але без сумніву можна сказати, що його використання дозволяє автоматично локалізувати грубі похибки навіть в корельованих вимірюваннях, і він заслуговує детальнішого і глибшого дослідження. 

## Теорема
- Якщо сукупності вимірів утворюють коло K або коло M вимірів, тоді алгебраїчна сума істинних похибок вимірів дорівнює нулю. [5]

## Властивість
- Приведення сукупностей рівноточних вимірів до кола K, кола L або кола M вимірів дозволяє частково компенсувати випадкові похибки вимірювань, при цьому вирівнюються і загалом зменшуються розмахи значень сукупностей вимірів, суттєво зменшується алгебраїчна сума значень кореляційної матриці системи виміряних величин. [2]